# Extertal
Extertal är en Gemeinde i Kreis Lippe i det tyska förbundslandet Nordrhein-Westfalen. Extertal, som tillhör Regierungsbezirk Detmold, har cirka 11 000 invånare.
Huvudorten heter Bösingfeld och har ungefär fyra tusen invånare.